# Borkinó
Borkinó (en rus: Боркино) és un poble de l'óblast d'Astracan, a Rússia, segons el cens del 2010 tenia 214 habitants.